# Archiv für Ohrenheilkunde
Das Archiv für Ohrenheilkunde war die erste otologische Fachzeitschrift. Sie wurde von Anton von Tröltsch (1829–1890), gemeinsam mit Hermann Schwartze (1837–1910) in Halle und Adam Politzer in Wien (1835–1920) im Jahre 1864 gegründet.
Die Zeitschrift erscheint heute unter dem Namen European Archives of Oto-rhino-laryngology.